# Diaonidia yabunikkei
Diaonidia yabunikkei är en insektsart som först beskrevs av Kuwana 1933.  Diaonidia yabunikkei ingår i släktet Diaonidia och familjen pansarsköldlöss. Inga underarter finns listade i Catalogue of Life.